# Leiòtrix galtaargentat
El leiòtrix galtaargentat (Leiothrix argentauris) és una espècie d'ocell de la família dels leiotríquids (Leiothrichidae). Habita en el Sudest d'Àsia, sobretot a la Xina, Sumatra, Malàisia, Índia i el Tibet.
Segons el Handook of the Birds of the World i la quarta versió de la BirdLife International Checklist of the birds of the world (desembre 2019), la subespècie L.a. laurinae, endèmica de Sumatra, hauria de considera-se una espècie apart: el leiòtrix de Sumatra.